# Arcturopsis senegalensis
Arcturopsis senegalensis is een pissebed uit de familie Arcturidae. De wetenschappelijke naam van de soort is voor het eerst geldig gepubliceerd in 1911 door Koehler.